# Graciliano Palomo García
Graciliano Palomo García, né le 26 octobre 1953, est un homme politique espagnol membre du Parti socialiste ouvrier espagnol (PSOE).

## Biographie

### Vie privée
Il est marié et père d'une fille.

### Profession
Il est avocat.
De 2004 à 2009 il est président de Siasa del Norte et de 2010 à 2012 de Seiasa.

### Carrière politique
Il est conseiller municipal de León de 1987 à 1991 et vice-président de lé députation provinciale de León sur la même période.
Le 20 décembre 2015, il est élu sénateur pour León au Sénat et réélu en 2016.